# Подлесное (Днепропетровская область)
Подлесное (укр. Підлісне) — село,
Кочережковский сельский совет,
Павлоградский район,
Днепропетровская область,
Украина.
Код КОАТУУ — 1223584003. Население по переписи 2001 года составляло 36 человек .

## Географическое положение
Село Подлесное находится на правом берегу реки Самара,
выше по течению на расстоянии в 2 км расположено село Кочерёжки,
ниже по течению на расстоянии в 2,5 км расположено село Василевка (Новомосковский район).